# مارك فيريرا
مارك فيريرا (بالإنجليزية: Mark Ferreira)‏ هو لاعب كرة مضرب هندي، ولد في 1 مارس 1967 في مومباي في الهند.

## وصلات خارجية
- مارك فيريرا على موقع رابطة محترفي التنس (الإنجليزية)
- مارك فيريرا على موقع الاتحاد الدولي لكرة المضرب (الإنجليزية)
- مارك فيريرا على موقع كأس ديفيز (الإنجليزية)
- مارك فيريرا على موقع خلاصة التنس.كوم (الإنجليزية)